# Giải BFCA cho nam diễn viên phụ xuất sắc nhất
Giải BFCA cho nam diễn viên phụ xuất sắc nhất là một trong các giải của BFCA dành cho nam diễn viên đóng vai phụ trong một phim, được bầu chọn là xuất sắc nhất. Giải này được lập từ năm 1995.

## Các người đoạt giải & được đề cử

### Thập niên 1990
- 1995 – Kevin Spacey & Ed Harris (nhiều phim)
- 1996 – Cuba Gooding, Jr. - Jerry Maguire
- 1997 – Anthony Hopkins - Amistad
- 1998 – Billy Bob Thornton - A Simple Plan & Primary Colors
- 1999 – Michael Clarke Duncan - The Green Mile

### Thập niên 2000
- 2000: Joaquin Phoenix - Gladiator, Quills & The Yards

- 2001: Ben Kingsley - Sexy Beast
  - Jim Broadbent - Iris
  - John Voight - Ali

- 2002: Chris Cooper - Adaptation.
  - Alfred Molina - Frida
  - Paul Newman - Road to Perdition

- 2003: Tim Robbins - Mystic River
  - Alec Baldwin - The Cooler
  - Paul Bettany - Master and Commander: The Far Side of the World
  - Benicio del Toro - 21 Grams
  - Ken Watanabe - The Last Samurai

- 2004: Thomas Haden Church - Sideways
  - Jamie Foxx - Collateral
  - Morgan Freeman - Million Dollar Baby
  - Clive Owen - Closer
  - Peter Sarsgaard - Kinsey

- 2005: Paul Giamatti - Cinderella Man
  - George Clooney - Syriana
  - Kevin Costner - The Upside of Anger
  - Matt Dillon - Crash
  - Jake Gyllenhaal - Brokeback Mountain
  - Terrence Howard - Crash

- 2006: Eddie Murphy - Dreamgirls
  - Ben Affleck - Hollywoodland
  - Alan Arkin - Little Miss Sunshine
  - Adam Beach - Flags of Our Fathers
  - Djimon Hounsou - Blood Diamond
  - Jack Nicholson - The Departed

- 2007: Javier Bardem - No Country for Old Men
  - Casey Affleck - The Assassination of Jesse James by the Coward Robert Ford
  - Philip Seymour Hoffman - Charlie Wilson's War
  - Hal Holbrook - Into the Wild
  - Tom Wilkinson - Michael Clayton

- 2008: Heath Ledger - The Dark Knight (truy tặng)
  - Josh Brolin - Milk
  - Robert Downey, Jr. - Tropic Thunder
  - Philip Seymour Hoffman - Doubt
  - James Franco - Milk